# Pensées (Pascal)
Pour les articles homonymes, voir Pensées (homonymie).
Pensées, aussi appelé Pensées de Pascal, est une œuvre inachevée contenant une compilation d'écrits de Blaise Pascal. Les Pensées sont un ensemble de notes de Pascal, qui furent rassemblées à partir du classement effectué dans des papiers retrouvés après sa mort. Ces notes étaient principalement rédigées en vue d’une Apologie de la religion chrétienne, c'est-à-dire une défense de cette religion contre les libertins. La première publication du livre date de 1670 sous le titre Les Pensées de M. Pascal sur la religion et sur quelques autres sujets, qui ont été trouvées après sa mort parmy ses papiers.

## Histoire du texte
Une légende veut que cette œuvre ait pour point de départ le « miracle de la Sainte Épine » survenu le 24 mars 1656 à Port-Royal des Champs. Ce jour, la nièce de Pascal, Marguerite Périer, fut apparemment miraculeusement guérie par l'application sur une fistule lacrymale d'une épine de la couronne du Christ, ce qui déclencha un courant de sympathie en faveur de Port-Royal et convainquit Pascal de composer ses réflexions sur la religion chrétienne.

### Éditions
Les éditions de Port-Royal sont envisagées dès les années 1660 mais en raison de la situation ecclésiastique, le projet est tardif. Le privilège de publication est enregistré le 7 janvier 1667. Mais le plan de publication est décidé lors de la paix de l'Église en octobre 1668
En 1669 est produite une édition de l'œuvre « destinée à être présentée pour approbation aux autorités ecclésiastiques et aux correcteurs ». Cette édition est appelée édition préoriginale.
La première publication du livre date de janvier 1670 sous le titre Les Pensées de M. Pascal sur la religion et sur quelques autres sujets, qui ont été trouvées après sa mort parmy ses papiers. Cette édition fut établie par Port-Royal des Champs,,. Une seconde édition fut publiée en mars 1670, qui contient des corrections et possède par erreur un fragment de moins que l'édition précédente. Cette édition connut deux tirages, avec pour seule différence entre ces tirages que seul l'un d'eux indique « Seconde édition » en page de titre. En 1678, une troisième édition, « augmentée d’une quarantaine de fragments qui avaient été exclus de la première » fut publiée. Dans cette troisième édition, « [d]e nombreuses corrections ont été apportées, mais sans que la structure du livre soit changée. Les éditions publiées par la suite n’ajouteront rien de neuf. » Ces éditions remanient les fragments, étant dans le contexte de l'Église réunifiée, le principe est de rétablir le conflit de conscience de Pascal dans un souci d'apaisement.
Étienne Périer indique que les manuscrits sont difficiles à déchiffrer et sont dispersés. Des copies sont effectuées en 1711 par Jean Guerrier et son neveu Pierre, formant les manuscrits BN 9203 fr et le ms 12449 fr. Ces retranscriptions portent la marque d'un réarrangement et d'une nouvelle classification.
Plusieurs éditeurs se plaignent que les Pensées après l'édition de Port-Royal sont incomplètes avec des inédits non imprimés. Ainsi, Pierre Nicolas Desmolets et Colbert de Montpellier augmentent le texte. Condorcet en fait une nouvelle édition en 1776, anonyme, sans nom d'éditeur, mais choisit les Pensées qui y figurent. L'édition de Charles Bossut rajoute des inédits, fait la réimpression complète et un plan de classement ultérieurement repris. Au XIXe siècle, plusieurs éditions modernes sont établies selon les règles historiques,.
Albert Maire décrit en 1926, 37 éditions françaises du XVIIe siècle, 32 éditions du XVIIIe siècle, 95 éditions du XIXe siècle. Il liste aussi les traductions anglaises, danoises, espagnoles, hollandaises, italiennes, latines, polonaises, russes, tchécoslovaques.
D'après Yoichi Maeda (ja), une trentaine de traductions en japonais sont parues entre 1945 et 1978.

## Contenu

### L'homme et les puissances trompeuses
Selon Pascal, l’homme est incapable de vérité. Ceci, il le tient de sa nature corrompue par le péché originel qui a corrompu aussi sa raison. Parmi ces « principes d’erreur » qui altèrent le jugement de l'homme, il y a ce qu’il nomme les « puissances trompeuses » : l'imagination, la coutume, l’amour-propre, l'intérêt, les maladies, et les impressions anciennes ou les charmes de la nouveauté.
Parmi ces puissances trompeuses, Pascal insiste sur l'imagination, qualifiée de « maîtresse d’erreur et de fausseté », dont le pouvoir s’étend à tous les hommes indépendamment de leur condition. Son danger est d’autant plus grand qu’elle n’est pas toujours trompeuse, « marquant du même caractère le vrai que le faux ».
Pour développer son propos, Pascal prend appui sur l'effet que produisent l'image et l’apparence en général (tenue vestimentaire, escorte) ; celles-ci créent une représentation des choses qui s'impose à l’esprit humain. Ainsi, l’homme accorde-t-il du prix au discours d’un prédicateur non pas parce qu’il est convaincant mais parce qu’il présente bien et qu'il utilise l'imagination dans sa rhétorique. Le roi en impose non pas en soi mais parce qu’il est associé à la suite de ses gardes du corps (fr. 23). La formule « Cet habit, c’est une force » (fr. 82) résume bien la puissance des effets de l’apparence. De la même manière, l’imagination nous donne l’illusion du bonheur. Ainsi en est-il de quelqu'un qui est heureux parce qu’il se croit sage et non pas parce qu’il l’est (fr. 41). Elle entretient donc la vanité de l’homme dans la mesure où elle l’amène à chercher le divertissement ou encore la gloire parce qu’il s’imagine que cela lui procurera du plaisir.

### Les trois ordres
La distinction des trois « ordres » est née de la réflexion mathématique de Pascal sur l’infiniment grand et l’infiniment petit : « Les points n’ajoutent rien aux lignes, les lignes aux surfaces, les surfaces aux solides… Donc les degrés inférieurs doivent être négligés comme dépourvus de toute valeur. » Cette idée de « degré » est exprimée dans les Pensées par le terme « ordre ». La distinction des trois ordres est développée dans le fragment 793 de l’édition Brunschvicg : 

« La distance infinie des corps aux esprits figure la distance infiniment plus infinie des esprits à la charité, car elle est surnaturelle. »

 Les grandeurs de la « chair », c’est-à-dire de la puissance qui agit sur les corps, celles de l’« esprit », considéré surtout comme créateur de la science, et celles de la « charité » au sens religieux d’amour, appartiennent à « trois ordres différant de genre ». Elles sont radicalement discontinues : une puissance infinie ne procure pas le plus petit commencement de science, ni une puissance ou une science infinies le plus petit commencement d’amour. Chaque ordre définit un ensemble parfaitement homogène en lui-même et hétérogène à tous les autres.

## Banques de données
- Notices dans des dictionnaires ou encyclopédies généralistes :   - Britannica
  - Universalis
- Notices d'autorité :   - VIAF
  - BnF (données)
  - LCCN
  - GND
  - Japon
  - Israël